# Laufkäfer
Die Laufkäfer (Carabidae) stellen eine sehr artenreiche Familie der Käfer (Coleoptera) dar. Sie sind weltweit mit Ausnahme der Antarktis verbreitet und sind mit über 40.000 Arten in 1500 Gattungen bekannt. In Europa kommen sie mit knapp 6000 Arten und Unterarten vor, In Mitteleuropa sind etwa 85 Gattungen mit knapp 760 Arten bekannt., davon 557 Arten aus Deutschland. Ob die in dieser Familie enthaltenen Sandlaufkäfer (Cicindelinae), die Bombardierkäfer (Brachininae) und die Grundkäfer (Omophroninae) als eigene Familien auszugliedern sind, wird von den Systematikern unterschiedlich gesehen.

## Merkmale

### Käfer

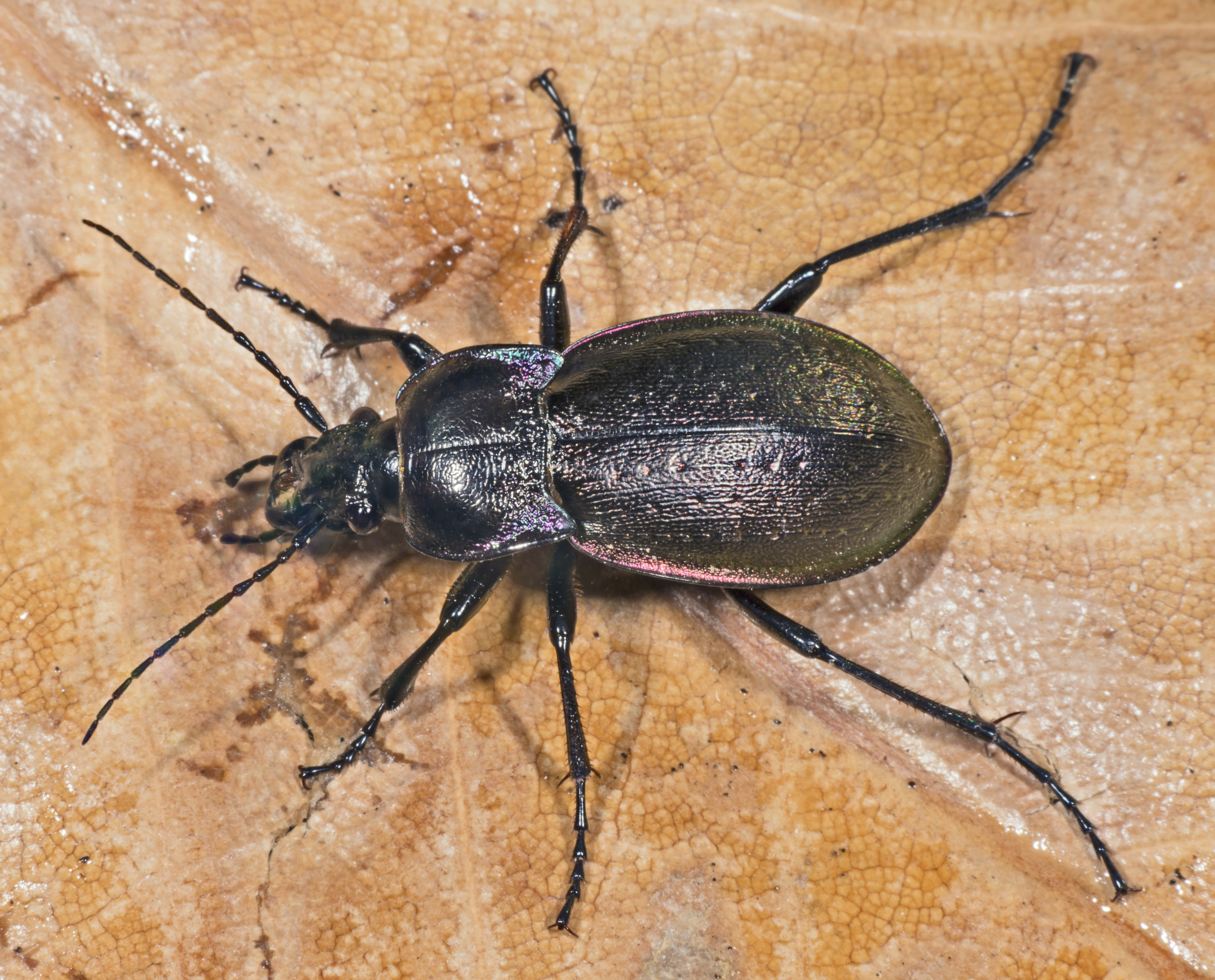
Hainlaufkäfer (Carabus nemoralis)

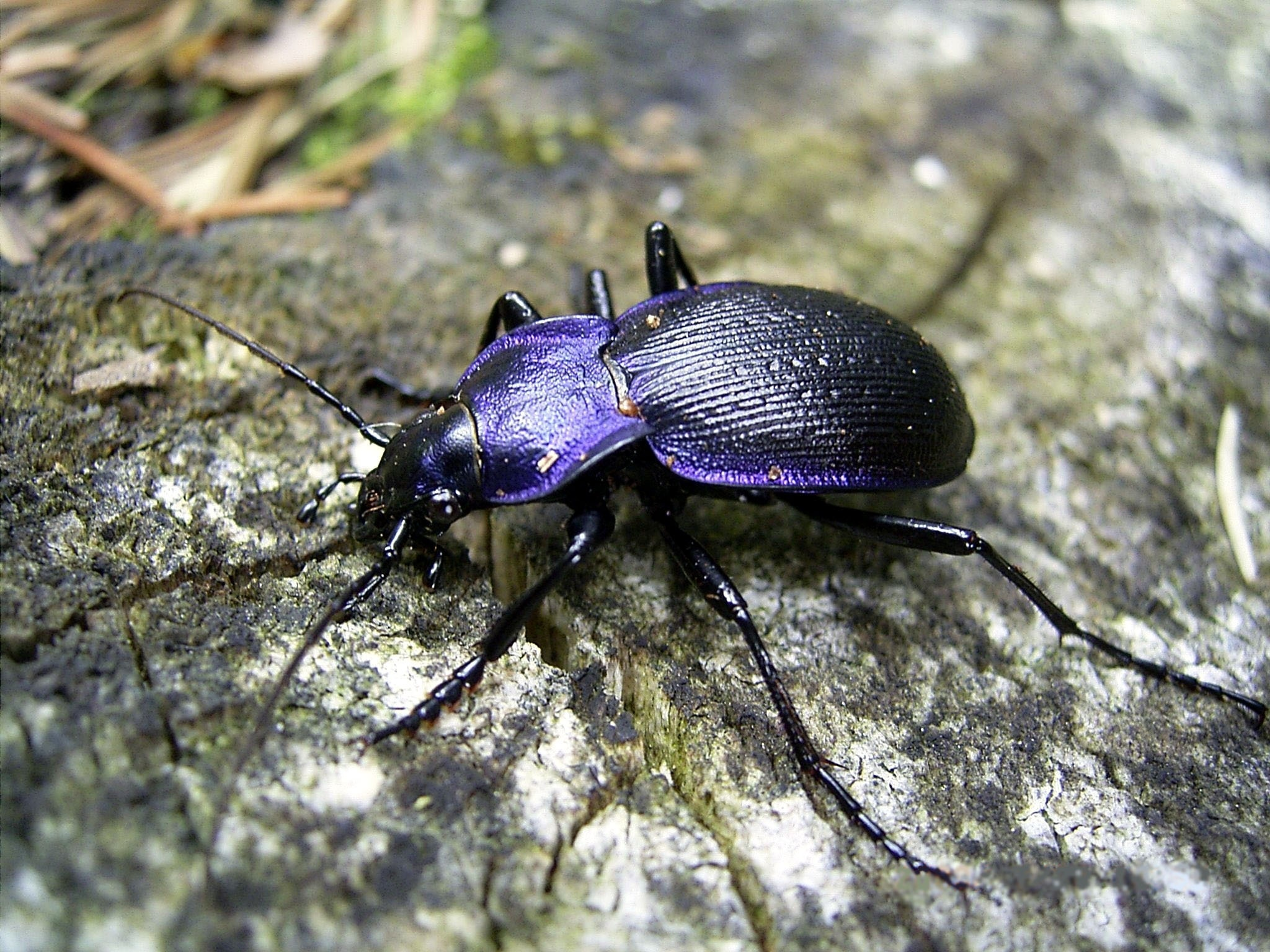
Blauvioletter Waldlaufkäfer (Carabus problematicus)

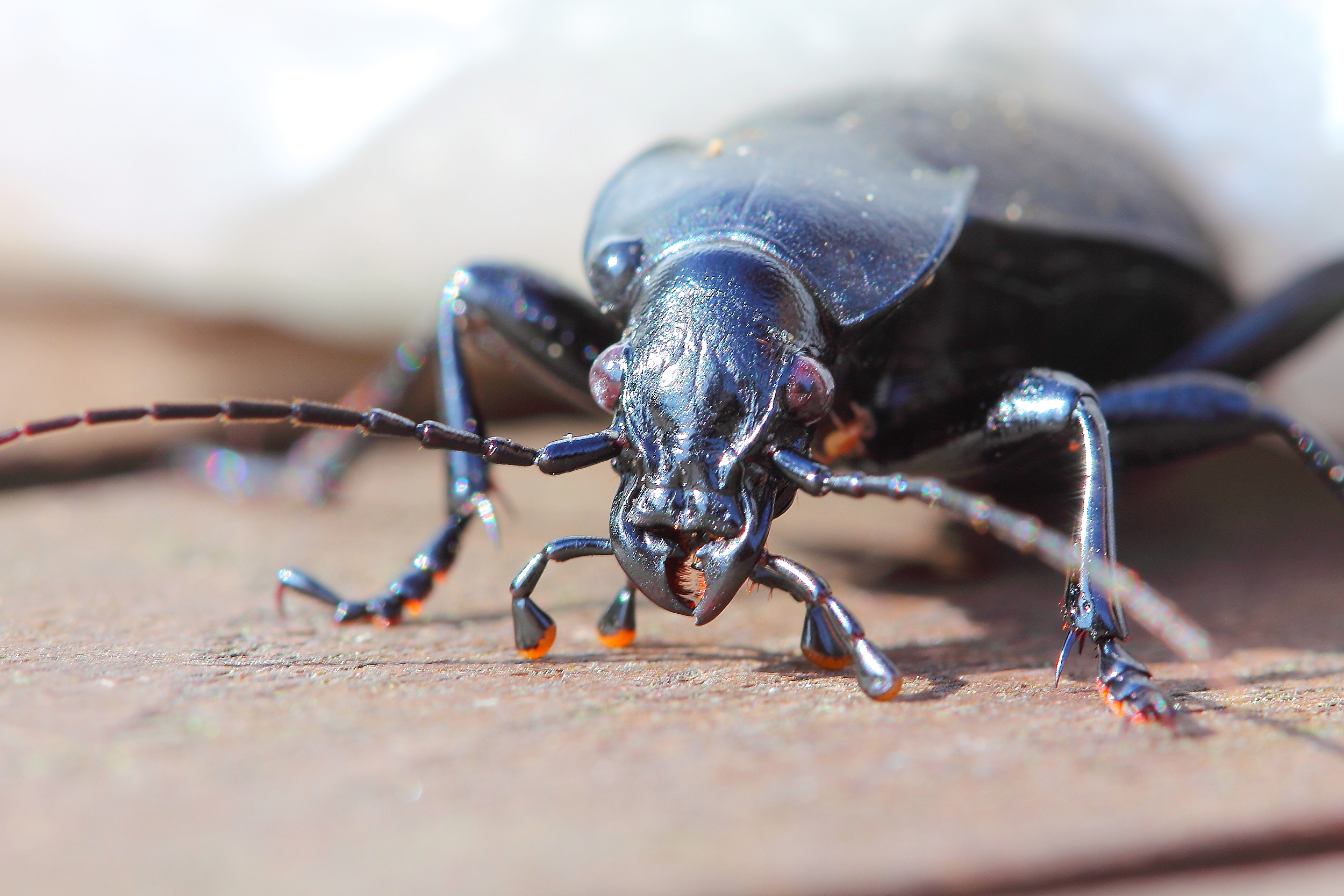
Das „Gesicht“ eines Laufkäfers mit seitlich stehenden Komplexaugen und kräftigen Mandibeln. Die sensorischen Gewebe an Fühlern und Gliedern sind gut erkennbar. (orange)

Die Käfer werden 1 bis 85 Millimeter lang. Sie haben in der Regel einen abgeflachten und langgestreckten Körper mit deutlich ausgeprägtem Winkel zwischen Pronotum und Deckflügeln (Elytren). Nur selten ist die dorsale Körperseite konvex und die Körperseiten sind gleichmäßig gerundet, wie etwa bei der Gattung Omophron. Die Körperoberfläche ist in der Regel glatt und glänzend. Die meisten Arten sind schwarz oder dunkel gefärbt, manche Arten haben einen metallischen Glanz. Manchen Arten, wie etwa denen der Gattungen Cicindela und Eurynebria, oder den Omophroninae fehlt an Teilen des Körpers die Pigmentierung, sodass sich auffällige Muster ergeben. Kleine gewinkelte, unregelmäßig angeordnete Härchen können vorhanden sein, oder auch fehlen. Manchmal formen sie beflaumte Oberflächen. Es gibt auch Arten mit langen, gewinkelten Setae.
Der Kopf ist nach vorne gerichtet und verhältnismäßig langgestreckt. Er ist mäßig in den Prothorax zurückgezogen. Ein charakteristischer Halsbereich fehlt. Die Facettenaugen sind in der Regel gut entwickelt und sind hervortretend. Es treten jedoch verschiedenste Arten der Rückbildung, bis hin zum vollständigen Fehlen auf. Die Fühler sind nahezu immer fadenförmig. Sie sind elfgliedrig. Das dritte oder vierte bis elfte Glied sind fein beflaumt. Manchmal sind auch die basalen Glieder beflaumt, dann jedoch nur weniger dicht als bei den übrigen Gliedern. Die Mandibeln haben die Grundform einer dreiseitigen Pyramide, wobei die dorsale, ventrale und äußere Oberfläche mäßig bis stark langgestreckt sein kann. Die Unterkiefertaster (Maxillarpalpen) sind viergliedrig, die Labialpalpen dreigliedrig.
Der Prothorax ist seitlich abgerundet und hinten mehr oder weniger stark verjüngt. Er ist mit einigen wenigen Ausnahmen am Hinterrand deutlich schmäler als die Basis der Deckflügel. Das Pronotum ist mittig durch eine Längslinie geteilt, hat in der Regel einen aufgebogenen seitlichen Rand und basal deutliche Einkerbungen. Die Einbuchtungen der Hüften (Coxen) der Vorderbeine sind offen, ohne interne postcoxale Brücke oder extern geschlossen. Die Schienen (Tibien) der Vorderbeine haben in der Regel einen oder zwei Sporne an der Spitze. Es ist ein Organ zur Reinigung der Fühler an den Tibien ausgebildet. Das Schildchen (Scutellum) ist von der Basis der Deckflügel umschlossen, oder nach vorne verschoben. Die Einbuchtungen der mittleren Hüften sind seitlich offen, oder geschlossen. Die Deckflügel verdecken normalerweise die Tergite des Hinterleibs vollständig, bei manchen Arten sind die Spitzen abgestutzt. Die Deckflügel tragen jeweils acht Längsstreifen und haben neun dazwischen liegende Bereiche. Im dritten, fünften und neunten Zwischenbereich sind in der Regel Setae ausgebildet, manchmal auch im ersten und siebten. Das Metanotum ist für die Unterordnung Adephaga typisch, ist aber verkürzt und bei flügellosen Arten stark in seiner Form vereinfacht.
Der Hinterleib hat in der Regel sechs sichtbare Sternite. Das zweite ist bei den meisten Arten nur seitlich zu sehen. Der große mediane Teil des zweiten Sternits ist in der Regel bei Arten mit deutlich getrennten mittleren Hüften ausgebildet. Das dritte und vierte Sternit sind verwachsen. Das erste bis achte Tergit trägt Stigmen.

### Larven
Die Larven sind langgestreckt, haben einen rechteckigen Kopf und sind mit langen Thorakalbeinen gut beweglich (campodeiform). Sie sind mäßig abgeflacht und haben nahezu parallele Seitenränder. Die sklerotisierten Bereiche sind bräunlich bis schwarz. Der Kopf ist nach vorne gerichtet und seitlich abgerundet oder grob quadratisch. Seitlich am Kopf befinden sich je sechs Punktaugen (Stemmata), die in zwei Reihen angeordnet sind. Die Fühler sind viergliedrig und nach vorne gerichtet. Die ersten beiden Glieder sind nahezu zylindrisch, das dritte hat seitlich einen birnenförmigen Sinnesbereich. Das vierte Glied ist kleiner und an der Spitze abgerundet. Die Maxillarpalpen sind viergliedrig, oder dreigliedrig und am Palpifer eingelenkt, die Labialpalpen sind zweigliedrig. Zwischen Pro- und Mesothorax sind große Stigmen ausgebildet. Die Beine sind fünfgliedrig und haben in der Regel zwei Klauen. Das erste bis achte Tergit am Hinterleib sind ähnlich gebaut und haben vorne einen Kiel und mittig die Ecdysialnaht. Ventral und lateral liegen Sternite, Epipleuron, Hypopleuron und ein seitliches Stigma. Das neunte Hinterleibssegment ist kleiner und hat verwachsene Sternite. Das neunte Tergit trägt in der Regel ein Paar lange, schlanke Urogomphi. Bei vielen Gruppen der Laufkäfer ist der Körperbau der Larven stark modifiziert. Beispielsweise sind die Beine zurückgebildet, oder der Hinterleib ist stark erweitert (physogastrisch).

## Vorkommen
Die weltweit verbreitete Familie besiedelt von der Subarktis bis in die feucht-tropischen Regionen sämtliche terrestrischen Habitatformen. Mit Ausnahme der Arten, die tropische Regenwälder und subtropische Bergwälder besiedeln, leben die meisten Arten am Erdboden. Imagines und Larven leben in der Erde, in der Laubstreuschicht oder sind am Boden aktiv. Manche Arten klettern auf Büsche und andere Pflanzen. Viele Arten, vor allem innerhalb der Tribus Trechini, Anillini und Platynini besiedeln Höhlen oder tiefe Mikrohöhlen im Erdreich. Obwohl viele Arten feuchte Lebensräume besiedeln, ist nur von sehr wenigen Arten eine amphibische Lebensweise bekannt, wie etwa beim Grubenlaufkäfer (Carabus variolosus), der auch in kleinen Fließgewässern jagt. Viele Arten der tropischen Regenwälder und subtropischen Bergwälder sowie wenige Arten der gemäßigten Breiten leben in Bäumen und ruhen unter Blättern oder Rinde.

## Lebensweise
Der Großteil der Laufkäfer kann fliegen und sich so gut ausbreiten. Es gibt Arten, bei denen nicht nur normal entwickelte Individuen auftreten, sondern auch solche, bei denen die Muskulatur und die Flügel zurückgebildet sind. Nur wenige Arten, wie etwa die meisten Echten Laufkäfer (Carabus), oder die Arten der Tribus Anthiini haben keine Hinterflügel. Aber auch diese Arten haben enormes Ausbreitungspotential. Bei den Echten Laufkäfern sind Ausbreitungsgeschwindigkeiten von 77 Metern pro Nacht und Laufgeschwindigkeiten von 0,16 Meter pro Sekunde nachgewiesen. Laufkäfer haben eine circadiane Rhythmik und außerhalb der Tropen auch einen jahreszeitlichen Rhythmus.  Entsprechend dem jahreszeitlichen Rhythmus wird das Paarungsverhalten angepasst. Die meisten Arten sind nachtaktiv, nur wenige wie etwa die Cicindelini sind tagaktiv. Es gibt jedoch auch Arten, die ihre Aktivität abhängig von klimatischen Faktoren oder der Jahreszeit abändern. Die Diapause im Winter der subtropisch und in den gemäßigten Breiten lebenden Arten erfolgt in verschiedener Weise. Diese reicht von vollständiger Inaktivität in einem Versteck, über das Verstecken nur tagsüber bis zur Aggregation von mehreren hundert Tieren.
Die Weibchen der Laufkäfer legen ihre Eier, soweit dies bekannt ist, einzeln oder in kleinen Gruppen in kleinen Vertiefungen in Substrat oder unter Rinde, oder in Hüllen aus Schlamm oder Algen und Rinde ab. Ein Weibchen legt vier bis mehrere hundert Eier ab. Bei Colpodes buchanani sind z. B. 660 Eier bei einem Weibchen nachgewiesen. Die Entwicklung im Ei dauert wenige Tage bis mehrere Wochen. Die meisten Larven durchleben drei Stadien. Bei manchen Arten der Zabrini, Harpalini, Lebiini und Anthiini sind es aber nur zwei. Dies hängt vermutlich mit dem Leben in ariden Lebensräumen zusammen. Bei manchen Arten der Lebiini und Brachinini durchleben die Larven auch vier oder fünf Stadien, was vermutlich eine Anpassung an ihre ektoparasitische Lebensweise ist. Die Pseudomorphini sind ovovivipar. Bei manchen Arten der Pterostichini ist Brutpflege zu beobachten. Die Weibchen bewachen ihre Eier und legen die Eier außerdem in einzelne Erdzellen ab, die mit Nahrung gefüllt werden. Die Verpuppung findet meist in feuchter Erde statt. Die fertig entwickelte Larve gräbt mit ihrem Kopf und den Beinen eine Puppenwiege. Nur bei Thermophilus sexmaculatum gräbt die Larve im ersten Stadium die Puppenwiege und ihr zweites und letztes Stadium verbringt sie bewegungslos in der Wiege. Die Lebenserwartung der Käfer beträgt bis zu vier Jahre, wobei sie in den gemäßigten Breiten in der Regel zumindest länger als ein Jahr leben.
Sowohl die Larven, als auch die Imagines haben eine teilweise extraintestinale Verdauung. Die Beute wird durch die Mandibeln und Maxillen gedreht, während Verdauungssäfte auf sie aufgestoßen werden. Die Imagines der meisten Arten sind omnivor, wenngleich die räuberische Ernährung überwiegt. Es gibt einige wenige Gruppen, die auf pflanzliche Ernährung spezialisiert sind, wie etwa die Gattung Zabrus, oder einige Arten der Harpalini. Außerdem konnten baumbewohnende Arten der Gattung Agra dabei beobachtet werden, wie sie an Blüten und Nektar fraßen. Über das Fressverhalten der Larven ist viel weniger bekannt. Dass sich die meisten Arten räuberisch ernähren, ist wahrscheinlich. Eine Reihe von Arten ist auf die Jagd bestimmter Beutetiere spezialisiert, so etwa die Cychrini und Licinini auf Schnecken, die Nebriini, Notiophilini und Loricerini auf Springschwänze, oder die Anthiini, Graphipterini, Metriini und Ozaenini auf Ameisen oder deren Brut. Die Larven der Paussini und Pseudomorphini lassen sich vermutlich von Ameisen füttern, die der Lebiini und Brachinini sind, soweit bekannt, Ektoparasiten an Insekteneiern und -puppen. Die Larven der Cicindelinae und Ozaenini leben in Gruben und liegen lauernd an deren Eingang, um Beutetiere zu überwältigen. Die Larven verschiedener Harpalini sind auf das Fressen von Samen spezialisiert.

## Bedeutung in der Landwirtschaft
Laufkäfer sind fast ausschließlich Nützlinge; nur zwei von 760 mitteleuropäischen Arten sind landwirtschaftliche Schädlinge. Nur Zabrus tenebrioides ist an Getreide von wirtschaftlicher Bedeutung, das jedoch nur in bestimmten Bereichen Ostdeutschlands, Mährens und der Ukraine und auch nur zu bestimmten Zeiten. Die ökologische Bedeutung der sehr vielfältigen Familie ist nur wenig erforscht. Die Laufkäfer stellen einen großen Teil der wirbellosen Räuber der Bodenfauna, beispielsweise in Wäldern der gemäßigten Breiten. Auf Grund ihrer großen Zahl und des Auftretens in allen Lebensräumen kann von einer wichtigen ökologischen Funktion ausgegangen werden.

## Natürliche Feinde
Zu den natürlichen Feinden der Laufkäfer zählen neben unspezifischen Insektenfressern, wie Fledermäusen, Nagetieren, Vögeln, Amphibien, Reptilien, Ameisen, Asseln und Spinnen Endoparasiten der Apicomplexa, Nematoden (Gattungen Mermis und Hexamermis) und Saitenwürmer (Gattung Gordius), sowie Ektoparasiten der Milben (Trombidiiformes und Sarcoptiformes). Daneben treten viele andere Arten der Milben, wie etwa die der Gattung Parasitus, an Laufkäfern auf, nutzen diese aber nur als Transportwirte (Phoresie).
Parasitoide, die Laufkäfer befallen sind aus den Hautflügler-Gattungen Proctotrupes an Harpalinae und Carabinae, Microtonus an Harpalinae und Methocha an Cicindelinae bekannt. Zweiflügler aus der Familie der Larvaevoridae parasitieren an mehreren Unterfamilien, die Gattung Anthrax an Cicindelinae. Neben unspezifischen parasitierenden Pilzen sind 16 Gattungen mit mehreren hundert Arten der Laboulbeniales an Laufkäfern bekannt.

## Gefährdung der Laufkäfer
Viele Arten der Laufkäfer sind auf ganz spezielle Lebensräume und Lebensbedingungen angewiesen. Diese extrem angepassten Arten sind aufgrund der zunehmenden Zerstörung natürlicher Ökosysteme und Biotope in ihrem Vorkommen teilweise soweit reduziert worden, dass sie heute als stark gefährdet gelten und entsprechend auf der Roten Liste aufgeführt sind. Besonders betroffen sind dabei große Arten. Da vom Laien nicht erwartet werden kann, dass er alle Arten auseinanderhalten kann, wurden alle auffällig großen Arten unter die Bestimmungen der deutschen Bundesartenschutzverordnung gestellt. Dies betrifft alle Arten der Echten Laufkäfer (Carabus), die Puppenräuber (Calosoma) sowie die Schaufelläufer (Cychrus). Auch die Sandlaufkäfer (Cicindellinae) sind aus den angeführten Gründen vollständig geschützt. Arten wie Mecodema punctellum von Stephens Island (Neuseeland) und Aplothorax burchelli von St. Helena sind vermutlich ausgestorben.

## Taxonomie und Systematik
Die Laufkäfer werden in folgende Unterfamilien unterteilt:
- Carabinae Latreille, 1802
- Sandlaufkäfer (Cicindelinae) Latreille, 1802
- Elaphrinae Latreille, 1802
- Gehringiinae Darlington, 1933
- Harpalinae Bonelli, 1810
- Hiletinae Schiödte, 1847
- Loricerinae Bonelli, 1810
- Migadopinae Chaudoir, 1861
- Grundkäfer (Omophroninae) Bonelli, 1810
- Fühlerkäfer (Paussinae) Latreille, 1802
- Scaritinae Bonelli, 1810
- Siagoninae Bonelli, 1810
- Trechinae Bonelli, 1810

Incertae sedis:
- Bombardierkäfer (Brachininae) Bonelli, 1810
- Pseudomorphinae Newman, 1842

## Arten (Auswahl)
- Badister bullatus
- Gelbrand-Grünkäfer (Chlaeniellus vestitus)
- Microlestes maurus

Weitere Arten (Auswahl) sind bei den Unterfamilien aufgelistet.

## Belege